# 程耿东
程耿东（1941年9月—），江苏苏州人，力学家，中国科学院院士。

## 生平
程耿东于1958年考入北京大学固体力学专业。1964年毕业后考入大连工学院数理力学系读研究生，师从著名力学家唐立民。1968年毕业，后曾任教于沈阳市第八十八中学。1973年在钱令希推荐下回到大连工学院工作。改革开放后于1978年作为首批选派出国留学生前往丹麦留学，1980年获丹麦技术大学固体力学系博士学位。次年返国后，历任大连工学院工程力学研究所副所长、大连工学院（后更名为大连理工大学）副校长、工业装备结构分析国家重点实验室主任等职。1995年出任大连理工大学校长。同年当选中国科学院技术科学部院士。2006年不再担任大连理工大学校长。2012年当选俄罗斯科学院能源、机械、力学及过程控制学部外籍院士。2013年获第八届周培源力学奖。
他还曾任中国力学学会副理事长、国际结构和多学科优化协会副主席、辽宁省科协副主席、全国人大代表等职。
外祖父（程耿东隨母姓）為民國時期吳縣商會會長程幹卿（名兆棟,1872-1938）。